# SMS Zabrze
SMS Zabrze – szkoła mistrzostwa sportowego, założona w 1992 roku w Zabrzu. Szkoła prowadzi sekcję piłki nożnej, piłki ręcznej oraz gimnastyki sportowej.
SMS Zabrze działa przy Zespole Szkół Sportowych im. J. Kusocińskiego w Zabrzu.